# Канаде
Канаде (енгл. The Canadas, (енгл. Province of Lower Canada, (енгл. Province of Upper Canada, је заједнички назив за провинције Доња Канада и Горња Канада, две историјске британске колоније у данашњој Канади. Две колоније су формиране 1791. године, када је британски парламент усвојио Уставни акт, поделивши колонијалну провинцију Квебек на две одвојене колоније. Река Отава је формирала границу између Доње и Горње Канаде.
Канаде су спојене у јединствену целину 1841. године, убрзо након што је лорд Дарам објавио свој Извештај о пословима Британске Северне Америке. Његов извештај је садржао неколико препорука, међу којима је најзначајнија унија Канаде. Поступајући по његовој препоруци, британски парламент је донео Акт о унији 1840. Закон је ступио на снагу 1841. године, уједињујући „Канаде” у провинцију Канаду.
Изрази „доњи“ и „горњи“ односе се на положај колоније у односу на извориште реке Светог Лоренса.
- Доња Канада је покривала југоисточни део данашње провинције Квебек, Канада, и (до 1809) регион Лабрадора, Њуфаундленд и Лабрадор.[4]
- Горња Канада је покривала садашњи јужни део провинције Онтарио и земље које се граниче са заливом Џорџијан и Горњим језером.[4]

## Историја
Две колоније, Горња и Доња Канада су створене 1791. године усвајањем Уставног акта из 1791. године. Као резултат прилива лојалиста из Америчког револуционарног рата, провинција Квебек је подељена на две нове колоније, које се састоје од Доње и Горње Канаде. Стварање Горње Канаде било је као одговор на прилив досељеника лојалиста Уједињеног краљевства, који су желели колонијалну администрацију по узору на британске институције и обичајно право, посебно британске законе о земљишту. Насупрот томе, Доња Канада је задржала већину француско-канадских институција загарантованих Законом о Квебеку, као што је француски систем грађанског права.
Лорд Дурхам је 1838. послат у колоније да испита узроке побуне у Канади. Његов извештај о колонијама препоручио је уједињење две колоније и увођење одговорне власти. Британски парламент је на крају поступио по датом предлогу, усвајањем Акта о унији из 1840. године. Акт о унији ступио је на снагу 1841. године и довео је до „уједињења Канада” у провинцију Канаду. Закон није успео да успостави одговорну власт, која је накнадно уведена тек 1848. године.
Застава Уједњеног Краљевства „Јунион Џек” (Union Jack, Union Flag) се почела користити од 1801. године.